# Чонос
Чонос (монг. чонос, бур. шоно) — один з найдавніших родів монголів. Представників цього роду можна зустріти в Монголії, в Російській Федерації (в Калмикії, Бурятії, Іркутської області, Усть-Ординському Бурятському окрузі ), в КНР (в автономному регіоні Внутрішня Монголія).

## Етнонім
Чонос, також чінос, шонос, шінос і шонод (множина), в однині — монг. чоно (вовк) з різних діалектів монгольської мови перекладається як «вовки». Появу родової назви чонос прямо пов'язано з існуванням тотема вовка у давніх монголів .
Етноніми зі значенням «вовк» дуже поширені у монгольському середовищі. Одну з ранніх згадок монгольського етноніма чино пов'язано з сяньбійскими Чіну, які становлять один з аймаків Сяньбі. Про зв'язок сучасних чіносцев з сяньбійскими чіну пишуть Б. З. Нанзатов, Д. Д. Німаєв, Г. Сухбаатар.
Древній етнонім відбито в назві Борте-Чіно (Бурте-Чіно), легендарного предка монгольських народів, а також в назві роду ашина, що стояв на чолі тюркютів . Ім'я Борте-Чіно з монгольської буквально перекладається як «сивий вовк» , назва роду ашина — як «благородний вовк». Подібне етимологічне значення мають етнонім бурят, а також назви монгольських родів борджігін та бурут.
Б. Р. Зоріктуев вважає, що фактором монголомовності Прибайкальського регіону слугувало прибуття на ці землі стародавнього монгольського племені бурте-чіно. Згідно В. В. Ушницького, у епізоді подружнього союзу Добун-Мергена і Алан-Гоа закодований результат етнічного процесу з'єднання бурте-чіносців з хорі та баргутами.

## Історія
Згадка роду чонос зустрічається як у «Таємній історії монголів», так і у «Збірнику літописів» Рашида ад-Діна. За письмовими джерелами, чонос є першим монгольським родом, що приєднався до лав Чингісхану.
Згідно Рашид ад-Діна, рід чонос є відгалуженням роду Борджігін. У Чараке-Лінгума було троє синів: Улукчін-Чіне, Генду-Чіне і Суркудуку-Чіне, двоє старших і дали початок роду чонос. Молодший син є батьком Амбагай-хана. Сам Чараке-Лінгум мав таке походження: Бодончар—Хабічі-баатур—Дутум-Менен—Хайду—Чараке-лінгум. Згідно «Таємної історії монголів», Хайду був онуком Менен-тудун (Дутум-Менена), сином Хачі-хулега (Хачі-Кулюка) . Рід чінос згадується серед нірун-монголів, які походять від Алан-гоа .
Рашид-ад-Дін писав, що хоча рід чонос й походить з племені тайджіут, однак під час війни Чингісхана з тайджіутами чонос були в союзі з Чингісханом. Чонос походять від синів Чараке-Лінгума, який «взяв за себе дружину свого брата, вона народила від нього двох синів, одного назвали Генду-Чіне, а іншого — Улукчін-Чіне. Чінос є множиною від чіне. Значення імені Генду-Чіне — вовк-самець, значення ж Улукчін-Чіне — вовчиця» . Чоносів називали «нукуз », також нукузами називають інше плем'я — «дарлекін», що належить до монголів. Рашид-ад-Дін підкреслює, що це плем'я пішло від тих племен, що «розплавили залізну гору сімдесятьма ковальськими міхами», і походить з місцевості Ергуне-кун (що також відповідає деяким легендам про походження роду Ашина) .
Згідно «Таємної історії», після того як Джамусі вдалося відтіснити війська Темуджіна в битві при Далан-Балджутах (1190), «він наказав зварити в сімдесятьох казанах княжичів з роду чонос». Така жорстока кара була пов'язана з тим, що ехіріти (середньомонг. ікіреси) Мулхе-Татаха та Боролдай попередили Чингісхана про небезпеку з боку військ Джамухи, коли були у ставці Джамухи. Те, що ехіріти попередили Чингісхана, пояснюють родинними зв'язками ехірітів та борджигінів. На думку дослідників, культ родинних стосунків, що пронизує всі норми моралі, був чи не єдиним спонукальним мотивом в подібних ситуаціях. Згідно ряду досліджень, Борте-Чіно, предок Чингісхана, був одноплемінником ехірітів. Одним з фактів, що вказують на спорідненість Борте-Чіно з ехірітами, є те, що ім'я Борте-Чіно — аналог ехірітських родових груп хамнай-шоно, борса-шоно, оторшо-шоно, шубтхей-шоно, тументей-шоно, буга-шоно, ехе-шоно, бага-шоно та інших. А також те, що, за переказами, місце його походження — західне узбережжя Байкалу, яке є прабатьківщиною ехірітів. Шоно (чонос) на даний момент є одним з найбільших ехірітських родів .
Деякі вчені вважають, що калмицький (ойратський) аймак (рід) чонос, що входить до монгольських народів, є гілкою далекого роду ашина, що дожила до нашого часу. У Калмикії рід чонос зустрічається тільки у дербетів (дервюдів, бага-дербетів, ікі-дербетів) і бузавів, тобто донських калмиків (колишня станиця Чоносовська). Цікавим фактом є збіг тамги тюркютского роду ашина, що правив в давнину Тюркським і Хозарським каганатом (тамгу знайдено археологами під час розкопок хозарських городищ) і сучасного ойрат-калмицького аймаку (роду) бага-чонос, що проживає в однойменному селищі Бага-Чонос Цілинного району Республіки Калмикія, у місцевості Ергене, що ойратскою означає «круча, височина». Епоха правління західної гілки династії ашина в Хозарському каганаті описана Л. Н. Гумільовим .
Аристократія роду чонос за своїм походженням пов'язана із правителями родів тайджіутів, артахан та сіджіутів. На межі XII—XIII ст. чонос мешкали у Хентейських горах і неодноразово були у небезпеці під час боротьби між Чингісханом та Джамухою. У XIV—XVI ст. чонос входили у халхаський тумен Східної Монголії, а їхні правителі-аристократи активно брали участь в політичних справах того часу і мали великий вплив . Деякі вчені вважають, що з роду чонос відокремилися кіяти та борджигіни. Більшість корінних монголів походять з родів нохос і кіят та мають споріднене походження. Саме тому дослідники пов'язують  борджигінів та кіятів з чонос .

## Сучасність

### Чоноси Монголії
Наразі у Монголії роди чоно, чонос, чонод, чонууд, деед (верхні) та доод (нижні) чоно, чоно долоон и чонойхон зафіксовано у сомонах Таріат, Хангай, Іх-Тамір Архангайського аймаку; сомонах Баян-Агт, Сайхан, Могод, Хишиг-Өндөр, Бүрегхангай, Дашинчилен, Гурванбулаг Булганського аймаку; сомонах Чулуунхороот, Чойбалсан, Сергелен Східного аймаку; сомонах Ердене-Далай, Делгерхангай, Хулд, Луус, Өлзийт аймаку Дундговь; сомонах Булнай, Іх-Уул, Цагаанчулуут, Сонгіно Завханського аймаку; сомонах Тарагт, Зүүнбаян-Улаан, Сант, Баянгол, Төгрөг Убурхангайського аймаку; сомонах Манлай, Номгон, Баяндалай аймаку Умнеговь; сомонах Зүүнбүрен, Орхонтуул Селенгінського аймаку; сомонах Өндөрширеет, Ерденесант, Бүрен Центрального аймаку; сомонах Дөргөн, Ерденебүрен, Дуут, Баян-Овоо и Норовлин Кобдоского аймаку. Серед бурят РФ та монголів АРВМ КНР також зафіксовано роди чоно, чонос та чонрук.
Відомо, що з чоносів походять представники монгольського роду тугчін, виконавці обряду білого прапора, що зберігався в місцевості Сүлден Хөх Толгой в хошуні Мерген дзасака халхаського Тушеетухановського аймаку (суч. Сомон Хөвсгөл Східно-Гобійского аймаку). Чоносів також було помічено в складі монгольського роду юншіебу (еншөөбу).
Чоноси відомі у складі халха-монголів, увер-монголів, баятів (роди чоно долоон (чоннонинхон, чонод), чоносхон), ольотів (рід чонойнхон), дархатів (рід чонод), алтайських урянхайців (рід чоно), дербетів .
Монголію населяють носії наступних родових прізвищ: чонос, чонос боржигін, чонос боржигон, чонос дархад, чоносууд, бага чоно, боржгін чонос, боржигін чонос, боржигон чоно, боржигон чонос, бөртө чоно, бөрте чоно, долоон чоно, доод чоно, дунд чоно, деед чоно, деед чонос, іх чоно, іх чонос, улаан чонос, хар чоно, хар чонод, хар чонос, хөх чоно, хөх чонос, цагаан чоно, цагаан чонос, чінос, чон, чоно, чоно дархад, чоно долоон, чоно өзөөд, чонод, чоной, чонойхон, чононхон, чонохон, чонс, чонсууд, чонуд, чонус, чонууд, чонхон, шонос, шонс, шонход, шонхон. Загальна чисельність носіїв перерахованих прізвищ становить понад 25 тис. чоловік.
Бурд (бүрд, бүрдүүд), ще один монгольський рід, назва якого пов'язана з тотемом вовка, проживає здебільшого у Гобі: сомонах Өргөн, Ердене, Сайхандулаан, Мандах, Хөвсгөл, Хатанбулаг, Улаанбадрах Східно-Гобійського аймаку; сомонах Өндөршил, Өлзійт Середньо-Гобійського аймаку; сомонах Цогтцецій, Манлай, Ханбогд Південно-Гобійського аймаку; сомонах Баянчандмань, Борнуур, Батсүмбер, Жаргалант, Цеел Центрального аймаку; бурд, бурдууд - серед баятів сомонів Зүүнговь, Тес, Хяргас, Наранбулаг, Баруунтуруун, серед дербетів (бурууд, Бурд) в Улаангомі, сомонах Өлгій, Өмнөговь Убсунурського аймаку і торгутів в сомоні Булган Кобдоського аймаку . Бурдууд зафіксованіу складі хотонів (бурд, бурдууд) сомону Таріалан Убсунурського аймаку. Серед мянгатів відомі представники роду борт (бурд) . Відомі бурути серед халхів, чахарів і урянхайців . Представники роду бүрд (бурат) живуть у чахарських аймаках Внутрішньої Монголії   . Рід буруд відомий серед тих, що приєдналися до бурятського племені хонгодорів.

### Буряти роду Шоно

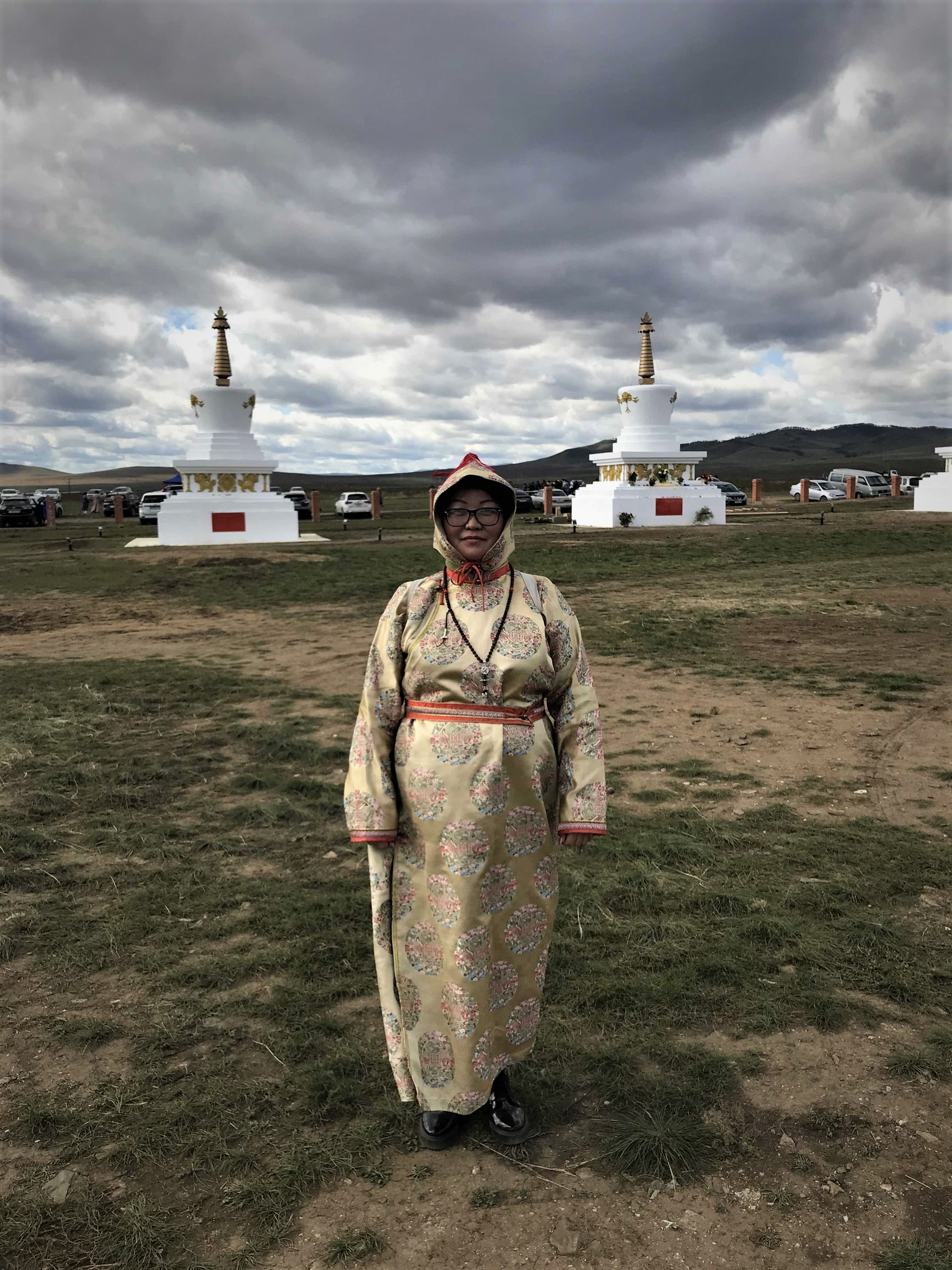
Ехірітка.
Представниця роду согол-шоно.

Бурятський рід шоно є одним з найбільших родів у  складі ехірітів, що традиційно сусідствують з булагатами . Крім ехірітів шоно входять до складу наступних етнічних груп бурят : атаганів (рід шоно, чонад), ашибагатів, баргутів (рід чонод) , хонгодорів (рід чонуд, чонод)  , узонів (рід шоно узон  ), хамніган (роди шоно узон, чіно-нам'ят ), хорі-бурят (хухур (підрід) шоно у складі родів галзууд і сагаангууд), аларських (рід шоно бурутхан), верхоленських, ольхонських , тункінських , закаменських, окінських (рід шонорог), баргузинських, кударинських, селенгінських (шоно, чонад) і хорінських бурятів. На думку ряду дослідників, булагати є нащадками племені чіносцев (чонос)    .

У літописі «Історія виникнення шести селегінських родів» згадуються десятки шоно, які були об'єднані в отоки-роди. У перший оток Шоно (Чонорудський) ехірітського аймаку входило три десятки: гільбірінський «десяткок» шоно, абзайський «десяткок» шоно, харганатський «десяткок» шоно; другий оток Шоно включав в себе удунгінських і баянгольських ехірітів  . Рід шоно Іволгінських бурятів представлено підродами: хамнай-шоно, согол-шоно, борса-шоно , найрай  . Согол-шоно же представлено гілкою адаг-шоно. Хамнай-шоно представлено поколінням дунууд, борса-шоно — поколінням буянтай  .

### Чоноси Калмикії
Сьогодні у Калмикії можна зустріти такі частини роду, як ікі-чонос, бага-чонос, шарнут-чонос. Згодом багато частин роду чонос у Калмикії отримали власні назви — наприклад, назва арвана Ахнуд Іки-Тугтуновського аймаку Іки-Дербетовського улусу з роду чонос. У Калмикії роди чоносів зустрічаються у складі субетносу калмицького народу дөрвд (дербети) — ікі-дербетів, бага-дербетів, бузавів та мешкають на території Цілинного (ікі-чоноси, бага-чоноси), Сарпінського (шарнут-чоноси), Малодербетовського (му-чоноси, сян-чоноси), Городовиковського (ахнуд-чоноси) і Яшалтинського (чоноси) районів.
Згідно народних переказів, до чоносів належали бембядяхіни, що входили в Область Війська Донського. Частина чоносів зустрічається і серед уральських калмиків, що переселилися на початку 20-х рр. у Великодербетовський улус . Чоноси серед калмиків є дербетами за мовою, звичаями й традиціями   .